# Tudela (Misamis Occidental)
Tudela is een gemeente in de Filipijnse provincie Misamis Occidental op het eiland Mindanao. Bij de laatste census in 2007 had de gemeente ruim 25 duizend inwoners.

## Geografie

### Bestuurlijke indeling
Tudela is onderverdeeld in de volgende 33 barangays:
| - Balon - Barra - Basirang - Bongabong - Buenavista - Cabol-anonan - Cahayag - Calambutan Bajo - Calambutan Settlement - Camating - Canibungan Proper | - Casilak San Agustin - Centro Hulpa - Centro Napu - Centro Upper - Duanguican - Gala - Gumbil - Locso-on - Maikay - Maribojoc - Mitugas | - Nailon - Namut - Napurog - Pan-ay Diot - San Nicolas - Sebac - Silongon - Sinuza - Taguima - Tigdok - Yahong |

## Demografie
Tudela had bij de census van 2007 een inwoneraantal van 25.113 mensen. Dit zijn 2.066 mensen (9,0%) meer dan bij de vorige census van 2000. De gemiddelde jaarlijkse groei komt daarmee uit op 1,19%, hetgeen lager is dan het landelijk jaarlijks gemiddelde over deze periode (2,04%). Vergeleken met de census van 1995 is het aantal mensen met 2.308 (10,1%) toegenomen.

De bevolkingsdichtheid van Tudela was ten tijde van de laatste census, met 25.113 inwoners op 98,52 km², 254,9 mensen per km².